# Publisuisse
 (août 2025).

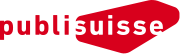

Publisuisse, jusqu’en 1994 Société anonyme pour la publicité à la télévision (SAP), était l’entreprise leader dans la distribution de médias électroniques en Suisse. Il était le partenaire commercial de la SRG SSR et commercialisait en exclusivité son offre éditoriale. Avec ces produits médias électroniques, Publisuisse offrait au secteur publicitaire suisse des opportunités dans les domaines de la publicité télévisée traditionnelle, du parrainage télévisuel et radiophonique, de la publicité par télétexte et de la communication transversale.

## Histoire
En août 2015, la SSR annonce la fusion de sa régie publicitaire Publisuisse avec les activités publicitaires du groupe Ringier et de Swisscom dans une société commune. Ce partenariat vise à regrouper les plateformes publicitaires et à renforcer la concurrence face aux acteurs internationaux comme Google et Facebook. Les 130 employés de Publisuisse sont intégrés dans la nouvelle structure, marquant la fin de Publisuisse en tant qu’entité distincte. En 2016, elle a été intégrée dans Admeira, la nouvelle société de marketing de Ringier, SRG SSR et Swisscom.
En 2020, la Cour européenne des droits de l’homme a rejeté un recours de la SSR et de Publisuisse, confirmant leur obligation, décidée par le Tribunal fédéral en 2013, de diffuser un spot d’une association de protection animale critiquant directement la télévision suisse. La Cour a jugé que cette obligation, fondée sur le mandat de service public de la SSR, ne constituait pas une violation de la liberté d’expression,,.

## Structure
Publisuisse employait environ 111 personnes. Le siège social de l’entreprise se trouvait à Berne et son siège commercial à Zurich. Publisuisse avait également des bureaux commerciaux régionaux à Genève, Lausanne et Lugano.

## Économie
Les actionnaires étaient SRG SSR (99,8%) et l’Union suisse des arts et métiers (0,2%). Grâce à ses activités commerciales, Publisuisse a contribué chaque année à environ un sixième du revenu d’exploitation total de SRG SSR et à un quart des recettes télévisuelles.
En 1999, dans un contexte d’expansion du marché publicitaire, Publisuisse enregistre une progression de son chiffre d’affaires de 12,8 %, atteignant 307,7 millions de francs. Cette croissance est alimentée par les chaînes des trois régions linguistiques du pays. Plus d’une décennie plus tard, en 2013, la société affiche un chiffre d’affaires net de 324 millions de francs, soit 4 millions de moins que l’année précédente. La publicité télévisée classique représente alors 285 millions de francs (-3 %), tandis que le bénéfice net après impôts recule de 3,7 millions à 2 millions de francs.